# Bujar Qamili
Bujar Qamili (ur. 21 listopada 1963 w Szkodrze) – albański muzyk folkowy.

## Życiorys
Bujar Qamili rozpoczął karierę muzyczną w 1974 roku, początkowo występując na koncertach dla dzieci, które organizowano w albańskich szkołach.
Za swój wkład w albańską muzykę został nagrodzony Orderem Naima Frashëriego.

## Dyskografia[1]

### Albumy
| Rok  | Album                    |
| ---- | ------------------------ |
| 1996 | Nuk jam ma sikur atëhere |

### Teledyski
| Rok  | Teledysk                 |
| ---- | ------------------------ |
| 2014 | Qejfi bahet me Shkodrane |
| 2016 | Syni synin dashuronte    |
| 2016 | Je e bukur Shkodra jeme  |
| 2017 | Rrak tak                 |
| 2017 | Zemra me ka mbet         |
| 2018 | Mi dhe flake mallit tim  |
| 2019 | Vere e dashni            |
| 2019 | Gëzuar vitin e ri        |
| 2020 | Goca gjithe lezet        |
| 2021 | Shokun tone po martojme  |
| 2021 | Vllaznia jone kuq e blu  |
| 2021 | Pa faj ti, e pa faj une  |